# Józef Ignacy Kraszewski

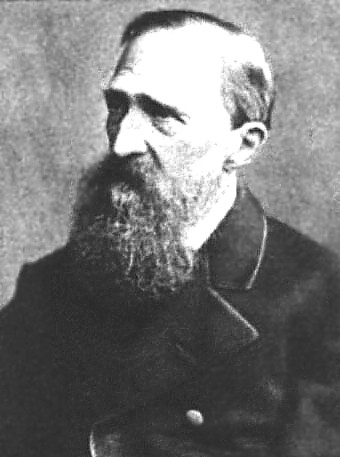
Józef Ignacy Kraszewski

Józef Ignacy Kraszewski, född 28 juli 1812 i Warszawa, död 19 mars 1887 i Genève, var en polsk författare. 
Kraszewski studerade i Vilnius. Han levde sedan i Volynien där han redigerade den litterära tidskriften Athenäum 1841-1851. 1863 emigrerade han till Tyskland där han bosatte sig i Dresden. Samma år anklagades han för att vara fransk spion av de preussiska myndigheterna men slapp straff på grund av sin sviktande hälsa.
Kraszewski var en produktiv författare som skrev mer än 600 böcker varav 200 romaner. Han är mest känd för sin episka serie om polens historia, omfattande tjugonio romaner i sjuttionio delar.
År 2003 filmatiserades den första boken i serien, Stara Baśń, 1876 av Jerzy Hoffman. 

### Utgivet på svenska
- August den starke och grefvinnan Cosel 1880
- Adelskronan 1893

samt hade bidrag med i Valda polska noveller 1-2 1890